# Climate Pledge Arena
Climate Pledge Arena – wielofunkcyjna hala w Seattle w stanie Waszyngton, w Stanach Zjednoczonych.
Jest obiektem rozgrywek Seattle Storm (WNBA), Rat City Rollergirls (WFTDA) oraz męskiej drużyny koszykarskiej Seattle University. W 1974 roku odbyła się w niej NBA All-Star Game. Poza wydarzeniami sportowymi odbywają się w niej m.in. koncerty czy występy cyrkowe.
KeyArena została otwarta w 1962 roku. W 1994 roku przeszła gruntowną renowację, której koszt wyniósł 74,5 milionów dolarów. Jest w stanie pomieścić 17 459 osób i znajduje się w niej 1160 luksusowych lóż.

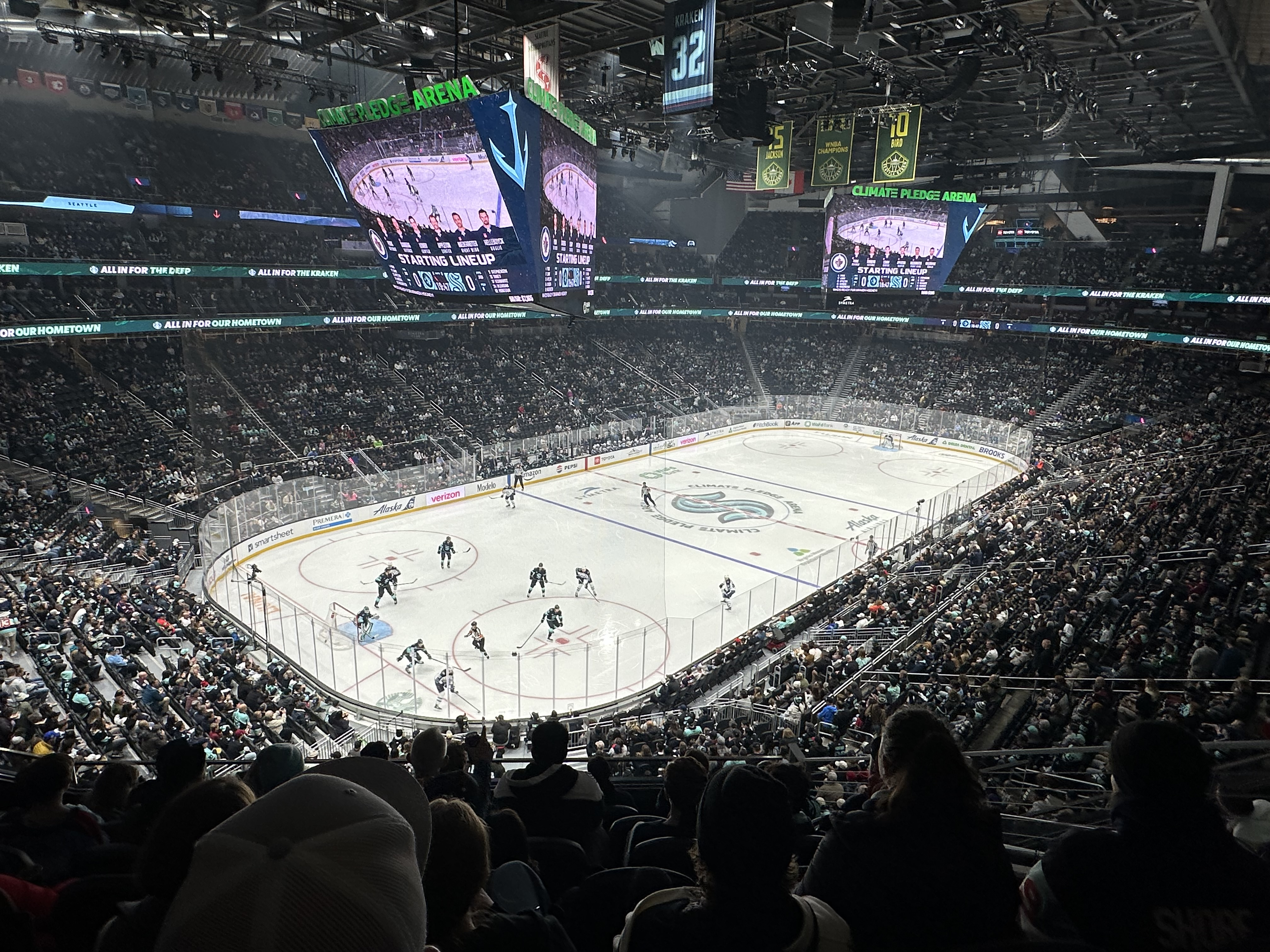
Mecz hokeja na lodzie pomiędzy drużynami Kraken i Winnipeg Jets, w październiku 2024 roku

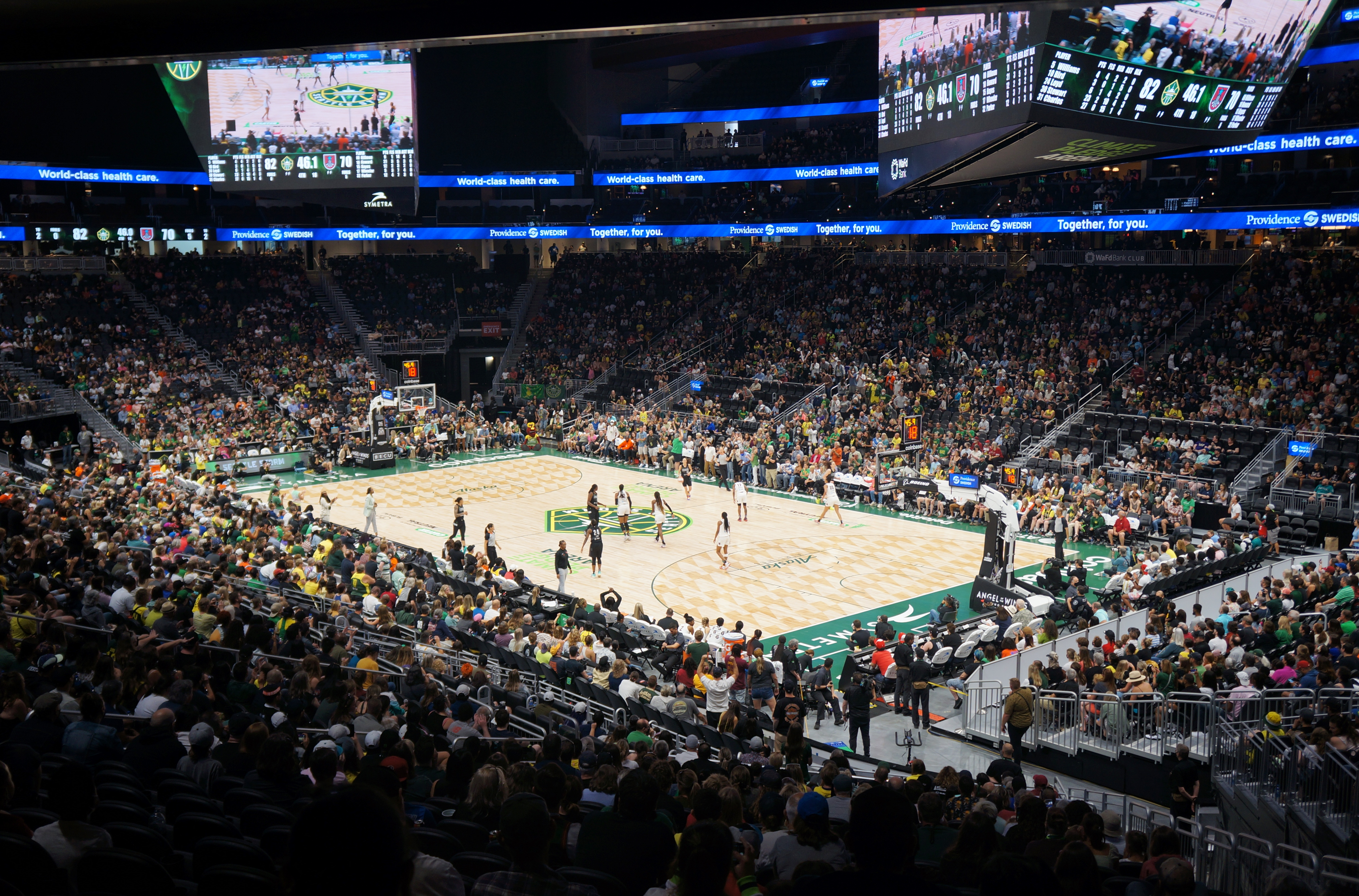
Mecz koszykówki pomiędzy drużynami Storm i Atlanta Dream, w lipcu 2022 roku

Wśród artystów, którzy wystąpili w arenie, znaleźli się m.in. Jimi Hendrix (06.09.1968 i 23.05.1969), Pink Floyd (10.04.1975), Deep Purple, Elvis Presley, Pearl Jam, George Michael, AC/DC, Led Zeppelin, Van Halen, The Beatles, The Doors, Eric Clapton, The Who, The Police, Queen, Keith Urban, Bruce Springsteen, Bon Jovi, Weezer, Ozzy Osbourne, Iron Maiden, Rob Zombie, *NSYNC, Alicia Keys, Céline Dion, Gwen Stefani, Metallica, Alice in Chains i Nirvana.
11 kwietnia 1995 roku miasto Seattle sprzedało za 15,1 miliona dolarów prawa do nazwy budynku KeyBankowi. Po tym, jak hala przestała być obiektem Seattle SuperSonics (NBA) oraz Seattle Thunderbirds (WHL), pojawiły się spekulacje, iż KeyBank zrezygnuje z zakupionych praw. Plotki te okazały się jednak nieprawdziwe. W marcu 2009 roku podpisana została dwuletnia umowa wygasająca 31 grudnia 2010 roku, na mocy której bank zatrzymał prawa do nazwy. Zobowiązał się też do wpłacania kwoty 300 000 dolarów za każdy rok trwania umowy.